# Wereldkampioenschappen kanosprint 1974
De Wereldkampioenschappen kanosprint 1974 waren kampioenschappen voor kanoërs en kajakkers. De elfde editie van de wereldkampioenschappen vond plaats in het Mexicaanse Mexico-Stad.

## Resultaten

### Kanovaren
Heren
| Onderdeel       | Goud                               | Zilver                              | Brons                            |
| --------------- | ---------------------------------- | ----------------------------------- | -------------------------------- |
| C1 500 meter    | Sergej Petrenko                    | Klaus Zeisler                       | Ivan Patzaichin                  |
| C1 1000 meter   | Vasyl Yurchenko                    | Klaus Zeisler                       | Ivan Patzaichin                  |
| C1 10.000 meter | Tamás Wichmann                     | Vasyl Yurchenko                     | Ivan Patzaichin                  |
|                 |                                    |                                     |                                  |
| C2 500 meter    | Aleksandr Vinogradov Joeri Lobanov | Gheorghe Danielov Gheorghe Simionov | Tomáš Šach Jiří Čtvrtečka        |
| C2 1000 meter   | Vladislavas Česiūnas Joeri Lobanov | Andrzej Gronowicz Jerzy Opara       | Cherasim Munteanu Vasile Serghei |
| C2 10.000 meter | Vladislavas Česiūnas Joeri Lobanov | Tamás Buday Gábor Haraszti          | Alain Acart Jean-Paul Cézard     |

### Kajakken
Heren
| Onderdeel       | Goud                                                               | Zilver                                                                   | Brons                                                                   |
| --------------- | ------------------------------------------------------------------ | ------------------------------------------------------------------------ | ----------------------------------------------------------------------- |
| K1 500 meter    | Vasile Dîba                                                        | Géza Csapó                                                               | Grzegorz Śledziewski                                                    |
| K1 1000 meter   | Géza Csapó                                                         | Grzegorz Śledziewski                                                     | Oreste Perri                                                            |
| K1 10.000 meter | Oreste Perri                                                       | Aleksandr Sjaparenko                                                     | Péter Völgyi                                                            |
| K1 4x500 meter  | Vasile Dîba Ernst Pavel Atanase Sciotnic Mihai Zafiu               | Vitaliy Trukshin Sergej Tsjoechrai Anatoliy Kobrisev Nikolay Astapkovich | Ryszard Oborski Grzegorz Śledziewski Kazimierz Górecki Andrzej Matysiak |
|                 |                                                                    |                                                                          |                                                                         |
| K2 500 meter    | Grzegorz Śledziewski Ryszard Oborski                               | József Deme János Rátkai                                                 | Ulrich Hellige Herbert Laabs                                            |
| K2 1000 meter   | Zoltán Bakó István Szabó                                           | Vladimir Kozubin Mikhail Afanasyev                                       | Volkmar Thiede Rüdiger Helm                                             |
| K2 10.000 meter | Ion Terente Antrop Varabiev                                        | Jos Broekx Paul Stinckens                                                | Konstantin Kostenko Vyacheslav Kononov                                  |
|                 |                                                                    |                                                                          |                                                                         |
| K4 1000 meter   | Herbert Laabs Ulrich Hellige Jürgen Lehnert Bernd Duvigneau        | Aleksandr Degtjarev Joeri Filatov Aleksandr Kuprikov Nikolay Astapkovich | József Deme János Rátkai Csongor Vargha Csaba Giczy                     |
| K4 10.000 meter | Leonid Derevyanko Nikolai Gorbatsjov Pytor Zhurga Anatoly Sharykin | Csongor Vargha Csaba Giczy István Szabó Zoltán Romhányi                  | Ryszard Oborski Kazimierz Górecki Andrzej Matysiak Grzegorz Kołtan      |

Dames
| Onderdeel    | Goud                                                | Zilver                                                      | Brons                                                          |
| ------------ | --------------------------------------------------- | ----------------------------------------------------------- | -------------------------------------------------------------- |
| K1 500 meter | Anke Ohde                                           | Nina Gopova                                                 | Maria Cosma                                                    |
| K2 500 meter | Anke Ohde Bärbel Köster                             | Viorica Dumitru Maria Nichiforov                            | Anna Pfeffer Ilona Tőzsér                                      |
| K4 500 meter | Anke Ohde Bärbel Köster Ilse Kaschube Carola Zirzow | Nina Gopova Larisa Kabakova Tatiana Korshunova Galina Kreft | Maria Cosma Maria Nichiforov Viorica Dumitru Agafia Constantin |

1938 ·
1948 ·
1950 ·
1954 ·
1958 ·
1963 ·
1966 ·
1970 ·
1971 ·
1973 ·
1974 ·
1975 ·
1977 ·
1978 ·
1979 ·
1981 ·
1982 ·
1983 ·
1985 ·
1986 ·
1987 ·
1989 ·
1990 ·
1991 ·
1993 ·
1994 ·
1995 ·
1997 ·
1998 ·
1999 ·
2001 ·
2002 ·
2003 ·
2005 ·
2006 ·
2007 ·
2009 ·
2010 ·
2011 ·
2013 ·
2014 ·
2015 ·
2017 ·
2018 ·
2019 ·
2021 ·
2022 ·
2023